# بيغي فنتون
بيغي فنتون (بالإنجليزية: Peggy Fenton)‏ هي لاعب كرة قاعدة أمريكية، ولدت في 12 أكتوبر 1927 في فورست بارك في الولايات المتحدة، وتوفيت في 16 يونيو 2013 في شيكاغو ريدج في الولايات المتحدة.